# Bollwerk

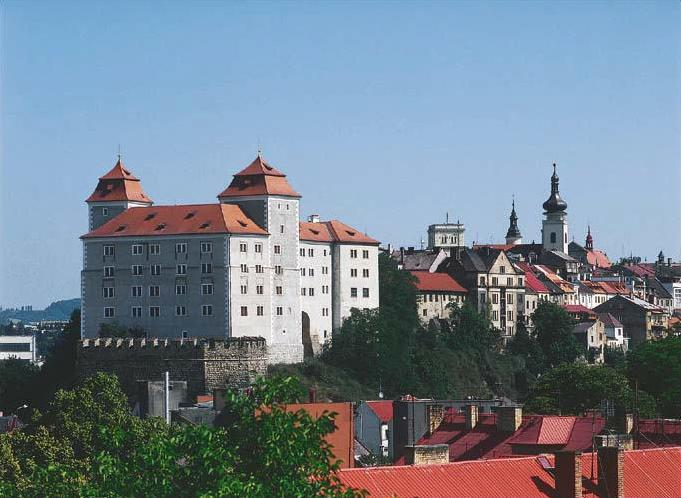
Bollwerk (tmavá nízká masa zdiva před hradem, zakončená cimbuřím) v Mladé Boleslavi

Bollwerk je druh pozdně gotické bašty. Má podobu velké obezděné zemní plošiny zpravidla polygonálního půdorysu tvořící dělostřelecké postavení u pozdně gotických opevnění, podobně jako bastion novověkých pevností. Podle některých výkladů může být tento výraz použit jako synonymum pro bastion nebo rondel.
U českých hradů byl bollwerk použit například v Buštěhradu, na Křivoklátu nebo v Mladé Boleslavi.